# Xã Walker, Quận Franklin, Arkansas
Xã Walker (tiếng Anh: Walker Township) là một xã thuộc quận Franklin, tiểu bang Arkansas, Hoa Kỳ. Năm 2010, dân số của xã này là 333 người.